# Guet-apens à Téhéran
Pour les articles homonymes, voir Guet-apens.
Pour plus de détails, voir Fiche technique et Distribution.
Guet-apens à Téhéran (Das Geheimnis der gelben Mönche) est un film d'espionnage italo-autrichien de Manfred R. Köhler, sorti en 1966.

## Synopsis
À l'occasion de ses 25 ans, la brune Sandra Perkins hériterait de la somme colossale de 72 millions de dollars. Si elle mourait avant cela, son tuteur bénéficierait de l'argent. Une organisation criminelle, dont les représentants se présentent de préférence comme des moines vêtus de jaune, organisent alors un guet-apens pour supprimer Perkins.

## Fiche technique
Sauf indication contraire, les informations mentionnées dans cette section peuvent être confirmées par la base de données cinématographiques IMDb,  présente dans la section « Liens externes ».
- Titre original allemand : Das Geheimnis der gelben Mönche (litt. « Le Secret du moine jaune ») ou Wie tötet man eine Dame? (litt. « Comment tue-t-on une dame »)[1]
- Titre français : Guet-apens à Téhéran[2]
- Titre italien : Tiro a segno per uccidere[3]
- Réalisation : Manfred R. Köhler
- Scénario : Anatol Bratt
- Photographie : Siegfried Hold, Tonino Delli Colli
- Montage : Daniele Alabiso (it)
- Musique : Marcello Giombini
- Décors : Nino Borghi
- Trucages : Fred Merheim
- Production : Karl Spiehs
- Sociétés de production : Intercontinental-Film GmbH (Vienne), Produzioni Europee Associate S.p.A. (Rome)[3],[1]
- Pays de production :  Autriche -  Italie
- Langue originale : allemand
- Format : Couleurs par Eastmancolor - 1,77:1 - Son mono - 35 mm
- Genre : Espionnage[2]
- Durée : 102 minutes (1 h 42[1])
- Date de sortie :
  - Autriche : septembre 1966
  - France : 15 février 1967[2]
  - Italie : 10 août 1967
- Affiche : Constantin Belinsky (France)

## Distribution
- Stewart Granger : James Vine
- Karin Dor : Sandra Perkins
- Curd Jürgens : Gérard van Looch, dit « Le Géant »
- Rupert Davies : Inspecteur Saadi
- Adolfo Celi : Henry Perkins
- Scilla Gabel : La Tigresse
- Klaus Kinski : Caporetti
- Erika Remberg : l'hôtesse de l'air
- Luis Induni : Dr. Yang
- Demeter Bitenc : Cloy, un tueur
- Allen Pinson : Le copilote
- Slobodan Dimitrijević : Un tueur
- Molly Peters : Vera

## Production
Le film est tourné entre le Maghreb, la Yougoslavie et Rome entre le 28 avril et le 14 mai 1966.